# David Edwards (thí sinh gameshow)
David Edwards (sinh năm 1947) là một giáo viên dạy Vật lý, thí sinh người Wales. Ngày 21 tháng 4 năm 2001, ông trở thành thí sinh thứ hai (và là thí sinh nam đầu tiên) vượt qua câu 15 của chương trình Who Wants to Be a Millionaire? phiên bản Anh, sau Judith Keppel. Ông cũng đã từng là thí sinh trong gameshow Are You a Egghead? hai mùa. Năm 2008, ông lọt vào top 16. Năm 2009, ông lọt vào trận chung kết và chỉ để thua trước Pat Gibson, một người chơi khác cũng vượt qua câu 15 trong Who Wants to Be a Millionaire? phiên bản Anh.

## Thân thế
Sinh ra tại Barry, Wales, Edwards tốt nghiệp ngành Luyện kim tại Đại học Swansea năm 1969, sau đó hoàn tất Chứng chỉ sau đại học về Giáo dục tại Đại học Keele. Ông học tiếng Pháp nâng cao cũng tại trường này với vợ Viv Edwards. Ông là một giáo viên vật lý tại trường trung học Cheadle và Denstone College, Staffordshire, trước khi xuất hiện trên Who Wants to Be a Millionaire?.

## Phần chơi tạiWho Wants to Be a Millionaire?
Câu hỏi số 15 của Edwards là "Nếu bạn gieo hạt sồi Quercus robur, cái gì sẽ mọc lên?" Các phương án mà ông cần lựa chọn là Cây (phương án A), Hoa (phương án B), Rau (phương án C) và Ngũ cốc (phương án D). Câu trả lời đúng là Cây (phương án A). Ông đã không sử dụng quyền trợ giúp nào cho câu hỏi này(do đã sử dụng cả ba quyền trợ giúp trong câu hỏi số 12). Người mà ông đã gọi điện là con trai của ông, Richard Edwards (người sau này đã giành được 125.000 bảng Anh trong chương trình).

## Những gameshow khác

### Trong nước
Edwards là nhà vô địch cuộc thi Mastermind vào năm 1990, và được trao danh hiệu 'Mensa Superbrain' vào năm 1985 sau khi đoạt giải trong cuộc thi do một tạp chí tổ chức.
Edwards cũng đã lọt vào trận chung kết của chương trình Fifteen to One, và xuất hiện trong cả hai mùa của Are You a Egghead?, lọt vào trận chung kết của mùa thứ hai và để thua trước Pat Gibson, một người chơi khác cũng vượt qua câu 15 trong Who Wants to Be a Millionaire? và tham gia gameshow Mastermind. Ông đã giành giải trong gameshow British Quizzing Championships cho các cặp trong năm 2008 và 2010 với bạn chơi của mình là Nic Paul.
Trong số phát sóng ngày 7 tháng 9 năm 2016 của gameshow Make me a Egghead, ông đã thua Terry Toomey ở vòng chung kết mặc dù ông đã có hai Eggheads để vượt qua Terry. Edwards có hai chuyên gia - Kevin Ashman và Pat Gibson bên cạnh. Tuy nhiên, cả hai đều không thể giúp ông trả lời đúng hai câu hỏi.

### Quốc tế
Edwards là thành viên của Đội tuyển quốc gia Welsh kể từ khi thành lập. Kể từ năm 2008, Edwards trở thành đội trưởng của đội tuyển quốc gia, và trong năm 2010, Wales đã trở thành thí sinh xuất sắc nhất Giải Vô địch Tri thức châu Âu (hạng 4).